# Marie-Claude Durette-Desset
Marie-Claude Durette-Desset (geb. 19. Dezember 1937 in Paris) ist eine französische Parasitologin, die sich vor allem mit der Systematik von Fadenwürmern befasst hat. Sie war am Muséum national d’histoire naturelle in Paris tätig.

## Leben
Marie-Claude Durette interessierte sich früh für Naturwissenschaften und nahm im Alter von 12 Jahren an einem speziellen Bildungsprogramm für Schüler und Studenten teil. Im Rahmen dieses Programmes erstellte sie eine Arbeit über die Biologie des Bisons. Ihrer frühen Begeisterung für die Zoologie folgend, schrieb sie sich an der Pariser Universität ein und studierte Naturwissenschaften mit Schwerpunkt Geologie und Fortgeschrittene Zoologie. Anschließend plante sie ins Ausland zu gehen, aber zwei Ereignisse änderten ihren Lebensentwurf. Zu einem bot ihr Alain Chabaud, Professor am Muséum national d’histoire naturelle, eine Forschungsstelle im Bereich Nematologie an, zum anderen heiratete sie Pierre Desset. 1964 erhielt sie das Diplome d'Etudes Superieures in Fortgeschrittener Zoologie, seitdem wurde sie vom Centre national de la recherche scientifique gefördert. 1971 erhielt sie den Doktortitel.
1964 beschrieb sie die Oberflächenstrukturen der Kutikula der Heligmosominae bei afrikanischen Nagetieren und erkannte ihre Bedeutung für die Anhaftung an die Darmzotten und auch für die Taxonomie. Sie prägte dafür den Begriff „Synlophe“. In der Folgezeit beschrieb sie die Sylophe für die Mehrheit der Vertreter der Überfamilie Trichostrongyloidea. 1981 publizierte sie mit Alain Chabau ein neues Klassifikationssystem für Nematoden und gab 1983 das Bestimmungswerk für die Trichostrongyloidea, der größten Überfamilie parasitärer Nematoden mit über 1000 Arten, heraus. 1985 erkannte sie, dass die Trichostrongyloidea, mit Ausnahme der Strongylacanthini und Amidostomidae, monophyletisch sind, die drei Unterfamilien der Trichostrongylidae bereits im frühen Tertiär auftraten und ihre Vorfahren bereits Gondwana besiedelten.
Marie-Claude Durette sammelte auf ihren Forschungsreisen durch Nord- und Südamerika, Afrika, Südostasien, Australien und Europa zahlreiche Nematoden. Sie lieferte Erstbeschreibungen zu 266 Arten, schlug 46 neue Gattungen und verschiedene Familien, Unterfamilien und Tribus vor. Sie publizierte 187 wissenschaftliche Arbeiten. Zudem war sie 13 Jahre Sekretärin der französischen parasitologischen Gesellschaft.

## Werke
- Marie-Claude Durette-Desset: Keys to Genera of the Superfamily Trichostrongyloidea. No. 10 von Roy C. Anderson und Alain G. Chabaud (Hrsg.): CIH Keys to the Nematode Parasites of Vertebrates. Commonwealth Agricultural Bureau, Farnham Royal 1983.